# Veronika Vrecionová
Veronika Vrecionová (ur. 8 września 1965 w Czeskich Budziejowicach) – czeska polityk, przedsiębiorca i działaczka samorządowa, parlamentarzystka krajowa, posłanka do Parlamentu Europejskiego IX i X kadencji.

## Życiorys
W 1989 ukończyła studia w Wyższej Szkole Ekonomicznej w Pradze. W latach 1990–1993 pracowała jako urzędniczka w kancelarii prezydenta Václava Havla. W 1993 zajęła się prowadzeniem własnej działalności gospodarczej. Od 1996 do 1998 była zastępczynią dyrektora sekretariatu fundacji Forum 2000. W 2005 dołączyła do Obywatelskiej Partii Demokratycznej. W 2006 została radną miejscowości Přezletice, w latach 2006–2014 pełniła funkcję burmistrza. Była pierwszą wiceprzewodniczącą SPOV ČR, organizacji pozarządowej zajmującej się rozwojem życia społecznego na obszarach wiejskich. W 2017 została wybrana na jej przewodniczącą.
W latach 2010–2016 wchodziła w skład czeskiego Senatu. W wyborach w 2017 uzyskała mandat deputowanej do Izby Poselskiej. W 2019 została natomiast wybrana na eurodeputowaną IX kadencji. W wyborach w 2024 z powodzeniem ubiegała się o reelekcję.